# Spaans Paviljoen

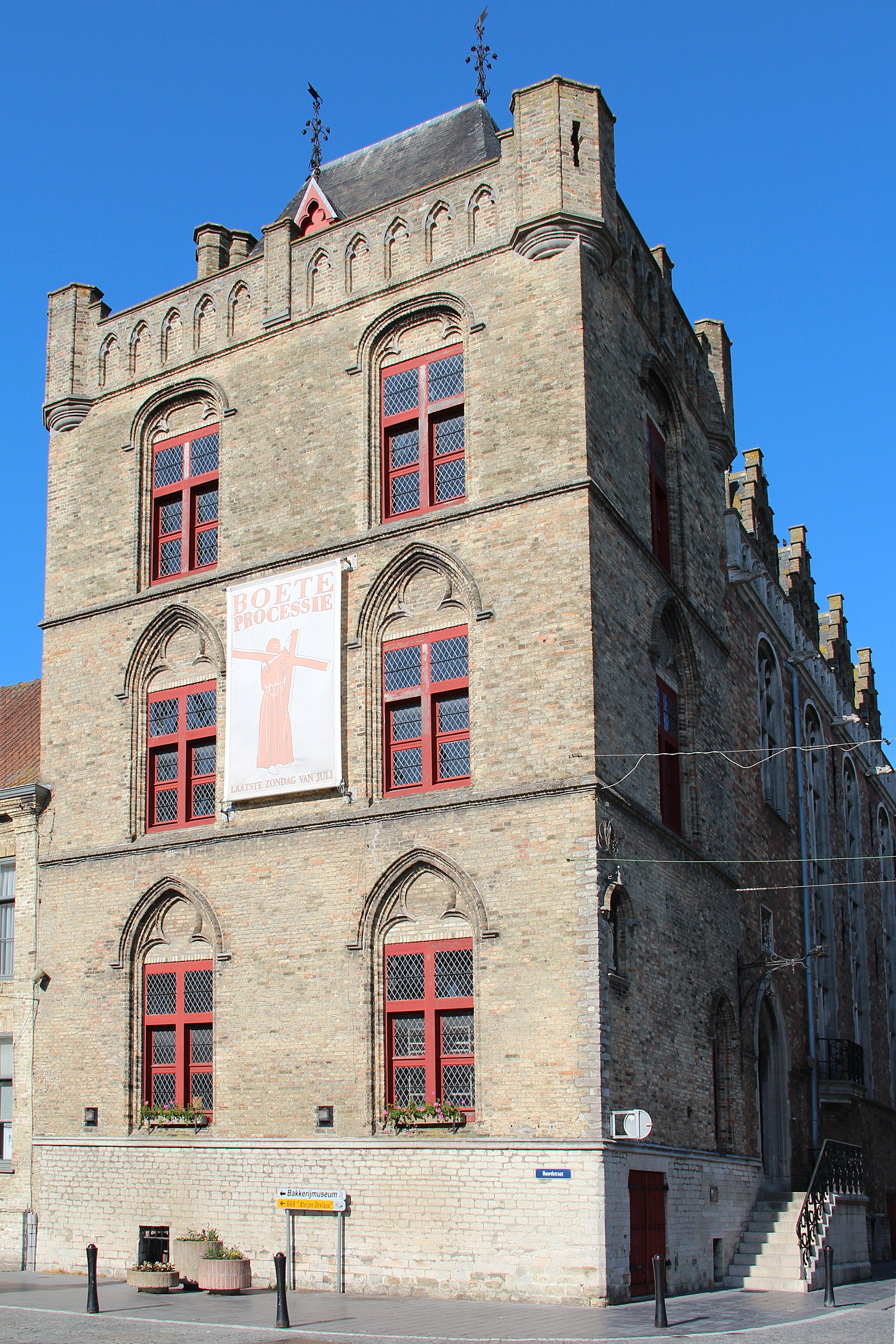
Spaans Paviljoen

Het Spaans Paviljoen is een bouwwerk in de West-Vlaamse stad Veurne, gelegen aan Ooststraat 2.

## Geschiedenis
Het betreft het voormalige stadhuis van Veurne, in gotische stijl. Het werd gebouwd in 1448-1452 en in 1530 werd het nog met een vleugel uitgebreid. Na 1536 was het niet langer meer een stadhuis, maar kreeg het andere bestemmingen, zoals de huisvesting van een Spaans garnizoen, wat heeft geleid tot de huidige benaming. Later werd het een Vredegerecht.
In 1890 werd het bouwwerk gerestaureerd onder leiding van Jozef Vinck.

## Gebouw
Het oudste deel is een hoekhuis in gotische stijl dat oogt als een woontoren. Het is een bakstenen gebouw. Merkwaardig is het Mariabeeld dat in een nis is aangebracht. De jongere vleugel van 1530 is in laatgotische stijl en werd gerealiseerd door Ambrosius Roelants. In het interieur komt men moerbalken tegen uit de tijd van de bouw. Het meubilair is grotendeels 19e-eeuws.